# Kabir Bedi
Kabir Bedi, paňdžábsky ਕਬੀਰ ਬੇਦੀ, (* 16. ledna 1946 v Láhauru, Britská Indie) je indický televizní a filmový herec. Působil v Indii, Spojených státech i mnoha evropských zemích, a to ve filmu, v seriálech i v divadle. Je známý svou rolí císaře Šáhdžahána ve filmu Taj Mahal: Příběh nehynoucí lásky. V Evropě je nejznámější jako pirát Sandokan ze stejnojmenných televizních minisérií a pro svou roli podlého Gobindy v bondovce Chobotnička z roku 1983.
Hovoří plynně italsky, hindsky a anglicky. Žije v Bombaji, Londýně a Římě.